# Aion (album)
Aion je páté studiové album hudební skupiny Dead Can Dance vydané v roce 1990. Jde o první album, které Lisa Gerrard a Brendan Perry napsali po konci svého mileneckého vztahu. Bylo nahráno v novém studiu Brendana Perryho v irském Quivvy Church. Mužský sopránista David Navarro Sust se podílel na zpěvu v první skladbě. Na obalu alba je detail ze středověké malby Zahrada pozemských rozkoší od Hieronyma Bosche.

## Skladby
1. The Arrival and the Reunion – 1:38
2. Saltarello – 2:33
3. Mephisto – 0:54
4. The Song of the Sybil – 3:45
5. Fortune Presents Gifts Not According to the Book – 6:03
6. As the Bell Rings the Maypole Spins – 5:16
7. The End of Words – 2:05
8. Black Sun – 4:56
9. Wilderness – 1:24
10. The Promised Womb – 3:22
11. The Garden of Zephirus – 1:20
12. Radharc – 2:48